# Evoxymetopon taeniatus
Espèce
Evoxymetopon taeniatus est une espèce de poissons de la famille des Trichiuridae.

## Description
Ce poisson peut atteindre les deux mètres, avec une longueur moyenne de 155 cm, et un poids maximum de 1,7 kg.